# Грув (музыка)
Грув (англ. Groove) — ритмическое ощущение в музыке («качели»), создаваемое игрой музыкантов-барабанщиков, гитаристов и клавишников. В популярной музыке грув рассматривается в жанрах сальса, фанк, рок, фьюжн, соул и свинг. Слово часто используется при описании музыки, при которой хочется двигаться, танцевать — «грувить».
Музыковеды и другие учёные начинают анализировать концепт грува в 1990-х годах. Они утверждают, что понятие грув — это «ритмический слой» или «интуитивное чувство» зацикленного движения, что возникает при звучании тщательно вымеренных действующих совместно ритмов, что сразу вызывает лёгкое притопывание со стороны слушателей.

## Музыкальные перспективы
Так же, как термин «свинг», термин «грув» используется, чтобы описать сплочённый ритм «ощущения» в джазовом контексте. В самом деле, некоторые словари используют эти термины как синонимы. «Грууви — музыка, которая действительно качает», — говорит Марк Сабателло в своей статье «Создание Грува». Он утверждает, что грув — это очень субъективное понятие, имея в виду значительную разницу в оценках одного барабанщика разными слушателями. Кроме того, бас-преподаватель Виктор Вутен  утверждает, что, несмотря на то, что «грув неуловим», он делает музыку «дышащей» и даёт композиции ощущение «движущегося фона».
В музыкальном смысле общие словари определяют грув как «ярко выраженный ритм» или как акт создания весёлой танцевальной ритмической музыки. Стив Ван Теледжус объясняет суть грува в песне или выступлении: «когда люди, что не танцуют вовсе, чувствуют, что танцуют» под влиянием музыки.
Бернард Кокулет утверждает, что грув — это когда опытный музыкант играет ритм более насыщенно в сравнении с тем, как он изначально был написан, играя слегка до и после основного бита. Претензия Конкулет состоит в том, что понятие грува на самом деле имеет отношение к эстетике и стилю. Грув как художественный элемент, говоря по-человечески, будет развиваться в зависимости от гармонии и своего места в композиции, звучания музыкального инструмента и во взаимодействии с грувом остальных музыкантов, что называется «общий грув». Минутные ритмические вариации таких музыкантов ритм секции, как бас-гитарист, могут кардинально изменить ощущение композиции.

### Теоретический анализ
Английский музыковед Ричард Мидлтон (1999) отметил, что «концепт грува» является привычным для музыкантов уже долгое время, музыковеды и музыкальные теоретики только начали анализировать и изучать этот концепт. Мидлтон утверждает, что грув означает понимание ритмических рисунков, что играет основную роль в создании характерного «чувства» в композиции. Он отмечает, что ощущение повторяющейся конструкции может видоизменяться вариациями. Грув, с точки зрения шаблонов последовательности, также известен как «переменная нота», где есть отклонение от точного шага.
На музыкальном сленге «быть в груве» означает «относиться к группе импровизаторов, владеющей „высоким уровнем развития“ каждого из участников», что является эквивалентом описанию Бома и Яновского о вызове чувственного поля, что непосредственно влияет на наш опыт и поведение. Питер Форестер и Джон Бэйли говорят, что шансы на достижение такого уровня игры (то есть достичь грува) увеличиваются при «открытости» музыкантов к другим «музыкальным идеям», которые дополняют музыкальные идеи других участников группы и таким образом «рисуют в музыке».
Ещё одно определение груву (по Тарри и Айгену): «интуитивное чувство стиля как процесса восприятия цикличного движения, оживает в форме или в чёткой картине кластеризации элементов во времени». Айген заявляет, что, когда термин грув появился в музыкальных кругах, музыкальное целое стало значить больше совокупности отдельных её частей, позволяя выйти за пределы самого себя, чего невозможно сделать в одиночку.
Статья 2002 года Джеффа Прессинга гласит, что «чувство грува» — это когнитивное временное явление, возникающее из одного или более тщательно выровненных ритмических рисунков, характеризуется восприятием повторяющихся импульсов, восприятием цикла времени длиной в 2 и более импульсов, позволяющих определить цикличные позиции и эффективность привлечения синхронизации организма (то есть танца, притопывания).

### Нейронаучные перспективы
Грув был применён в качестве примера сенсомоторной связи между нейронными системами.

## Использование в других жанрах

### Фанк и Соул
Грув также ассоциируется с фанк-исполнителями, такими, как барабанщики Джеймса Брауна: Клайд Стаблфилд и Джабо Старкс, и с соул-музыкой. Как и в соул-музыке, главной идеей фанка было создание как можно более интенсивного грува. Когда барабанщик играл «солидный» грув с хорошим чувством, это неофициально называли «прикарманить» (in the pocket), а когда барабанщик поддерживал это чувство в течение длительного периода, это часто упоминалось как «глубоко прикарманить» (deep pocket).

### Хип-хоп
Концепт похожести грува и свинга также используется в таком афроамериканском жанре, как Хип-Хоп. Ритмический грув, что джаз-музыканты зовут чувством «свинга», иногда заменяют выражением «иметь флоу» (то есть чувство стиля (flow)) на хип-хоп сцене. «Флоу для хип хопа то же, что свинг для джаза». Так же, как джазовая концепция свинга включает в себя исполнителей, сознательно играющих, чуть сзади или спереди бита, концепция «флоу» в хип-хопе — это "фанковать (исполнять) со своим собственным чувством ритма и пульса музыки. «Флоу» не столько о том, «что» сказано, а больше о том, «как» это сделано.

### Джаз
В некоторых более традиционных стилях джаза, музыканты чаще используют слово «свинг» как определение чувства ритмической сплочённости квалифицированной группы. Но тем не менее, начиная с 1950 года, музыканты джазовых подстилей (органного трио и латинского джаза) начали использовать термин «грув». Флейтист Хэрби Манн много говорил «о груве» в 50е. Манн закрылся в Бразильском груве в ранних 60х, после направился в фанк и «соул фул» (soul full) на рубеже следующего десятилетия, В середине 70х он делал диско хиты, всё ещё приготовленные (cooking) на ритмическом груве. Он описал свой подход к поиску грува следующим образом: «Всё, что нужно сделать — это поймать волны, по которым удобно держаться на плаву». Манн утверждал, что воплощение грува — это записи «Memphis Underground или Push Push», так как ритм-секция там направлена на это восприятие.

### Рэгги
В ямайском регги, дэнсхолле и даб-музыке креольский термин «ридим» (riddim) используется для обозначения ритмических картин, созданных барабанным фоном или выступающим басом. В других музыкальных контекстах «ридим» будет называться «грув» или «бит» (beat). Один из широко копируемых был «ридим» Рил Рока (Real Rock) из «Звукового Измерения» (Sound Dimension) в 1967 году. — «Наша музыка была постороена вокруг одной решительной басс-линии в сопровождении быстрой смены лёгких нот. Схема гипнотически повторяется снова и снова. Звучание было настолько мощным, что породило ещё два стиля, относящихся к регги, но для более медленных танцев под названием „даб“ и „раб“» (dub & rub).

## Грув-метал
В 1990-х термин «грув» также стал использоваться для определения поджанра трэш-метала. Грув-метал основан на использовании среднетемповых трэшевых риффов  в совокупности с синкопами. «Скорость — не главное» — высказался вокалист американской грув-метал группы Pantera — Фил Ансельмо.
Риффы в этом стиле стали тяжелее, но без необходимости крайне низко настроенных и искажённых гитар. Барабаны обычно используются с акцентом на волнообразные карданные шаффлы, а не на скоростные партии, как в других жанрах метала. Иногда отличительной чертой группы могут становиться полиритмы, изменения темпа.